# Городок (Бывальковский сельсовет)
Городок (бел. Гарадок) — деревня в Бывальковском сельсовете Лоевского района Гомельской области Беларуси.

## География

### Расположение
В 16 км на юго-запад от Лоева, 76 км от железнодорожной станции Речица (на линии Гомель — Калинковичи), 100 км от Гомеля.

## Транспортная сеть
Транспортные связи по просёлочной, затем автомобильной дороге Брагин — Лоев. Планировка состоит из короткой прямолинейной улицы, ориентированной с юго-запада на северо-восток и застроенной двусторонне деревянными крестьянскими усадьбами.

## История
Обнаруженные археологами городища VII века до н. э. — II века н. э., поселение III—V века н. э. и раннефеодального времени (в 1,8 км на юго-восток), курган (в 1,2 км на восток от поселка) свидетельствуют о заселении этих мест с давних времён. Современный посёлок основан в начале XX века переселенцами из соседних деревень. Наиболее активная застройка приходится на 1920-е годы. В 1931 году жители вступили в колхоз. Согласно переписи 1959 года в составе колхоза «Ленинский флаг» (центр — деревня Бывальки).

## Население

### Численность
- 1999 год — 43 хозяйства, 90 жителей.

### Динамика
- 1959 год — 191 житель (согласно переписи).
- 1999 год — 43 хозяйства, 90 жителей.